# Ida Jones
Ida Jones (* 6. August 1911; † nach 1933) war eine britische Mittelstreckenläuferin.
1934 gewann sie für England startend bei den British Empire Games in London Silber über 880 Yards.
Ihre persönliche Bestzeit über 800 m von 2:21,0 min stellte sie am 5. Juni 1933 in St Albans auf. 